# 帕斯魁诺

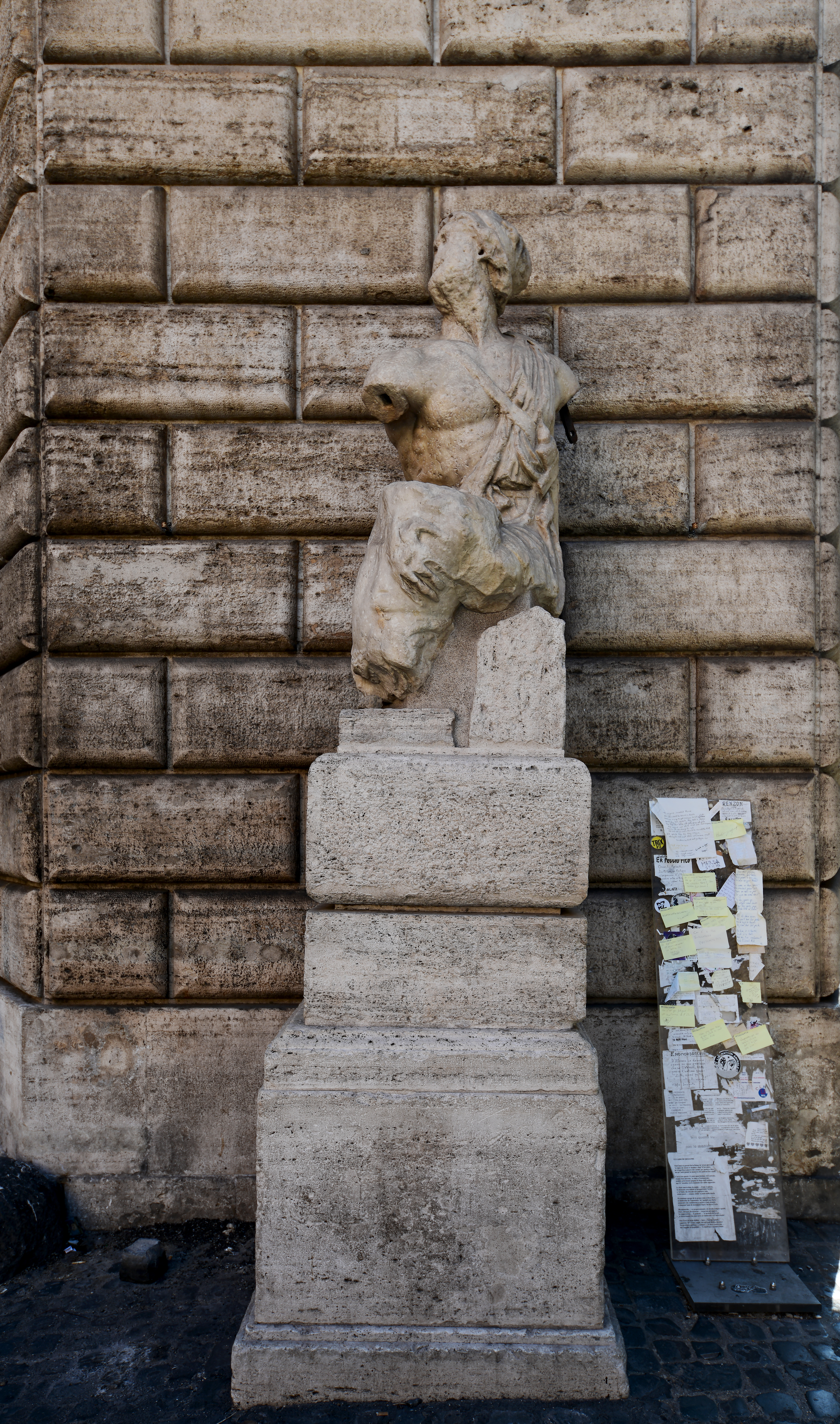

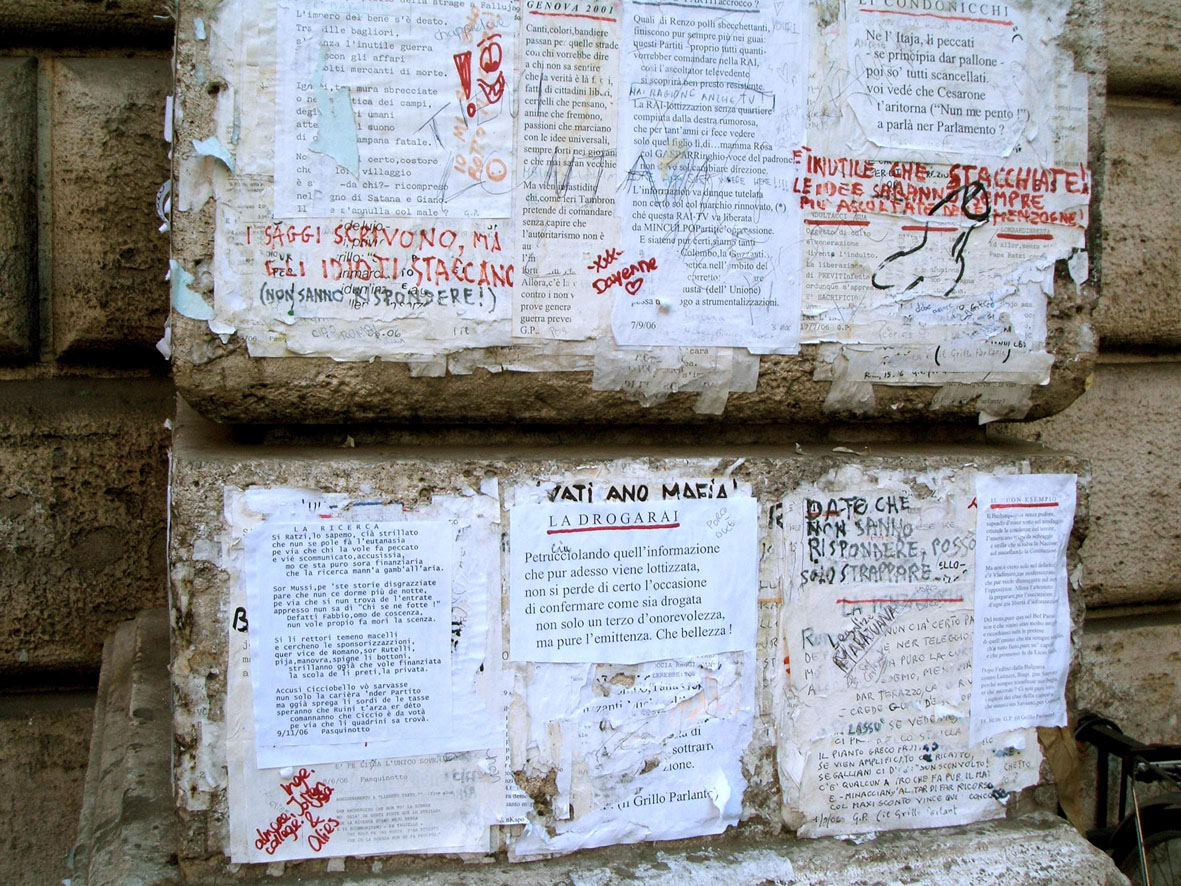
雕像基座

帕斯魁诺（Pasquino）是罗马人用来描述一尊希腊化文明风格雕像的名称，这尊雕像可以追溯到公元前三世纪，15世纪在罗马的Parione区出土。十八世纪古文物研究者维斯康蒂确定这尊雕像表现的主题是墨涅拉俄斯扶起帕特羅克洛斯的身体；《墨涅拉俄斯扶起帕特罗克洛斯的身体》比较著名的版本是在佛罗伦萨的佣兵凉廊。
自从16世纪初这尊雕像开始出名，当时正值圣马可节期间，Oliviero Carafa枢机为这尊雕像的大理石躯干披上了长袍，并用拉丁文警句进行装点。从这次事件以后，pasquinade一词指用诗歌或散文的匿名的戏仿
枢机的行动导致了用罗马方言写讽刺诗（称为pasquinade）粘贴到帕斯魁诺雕像，批评教宗或其政府的习俗。因此帕斯魁诺成为罗马第一座说话雕像。谈到了人们的不满，谴责不公正，并抨击教会的弊政。不久，罗马出现其他直言不讳的雕像，包括Marphurius，Abbot Luigi，Facchino，Madama Lucrezia和狒狒喷泉，与Pasquino永远的领导者。写在上面的警句很快就广为复制传播，由于数量众多难以压制。早在1509年，罗马出版商Giacomo Mazzocchi每年收集并出版这些诗，称为Carmina apposita Pasquino，在全欧洲众所周知。1544年，第二册Pasquillorum Tomi Duo出版地转移到巴塞尔，为少受教宗的控制，标题伪装成“自由之城”（Eleutheropolis）。
“帕斯魁诺”名称的起源，仍不清楚。在16世纪中叶，传说该名称来自于附近的一位以机智和智慧著称的裁缝。

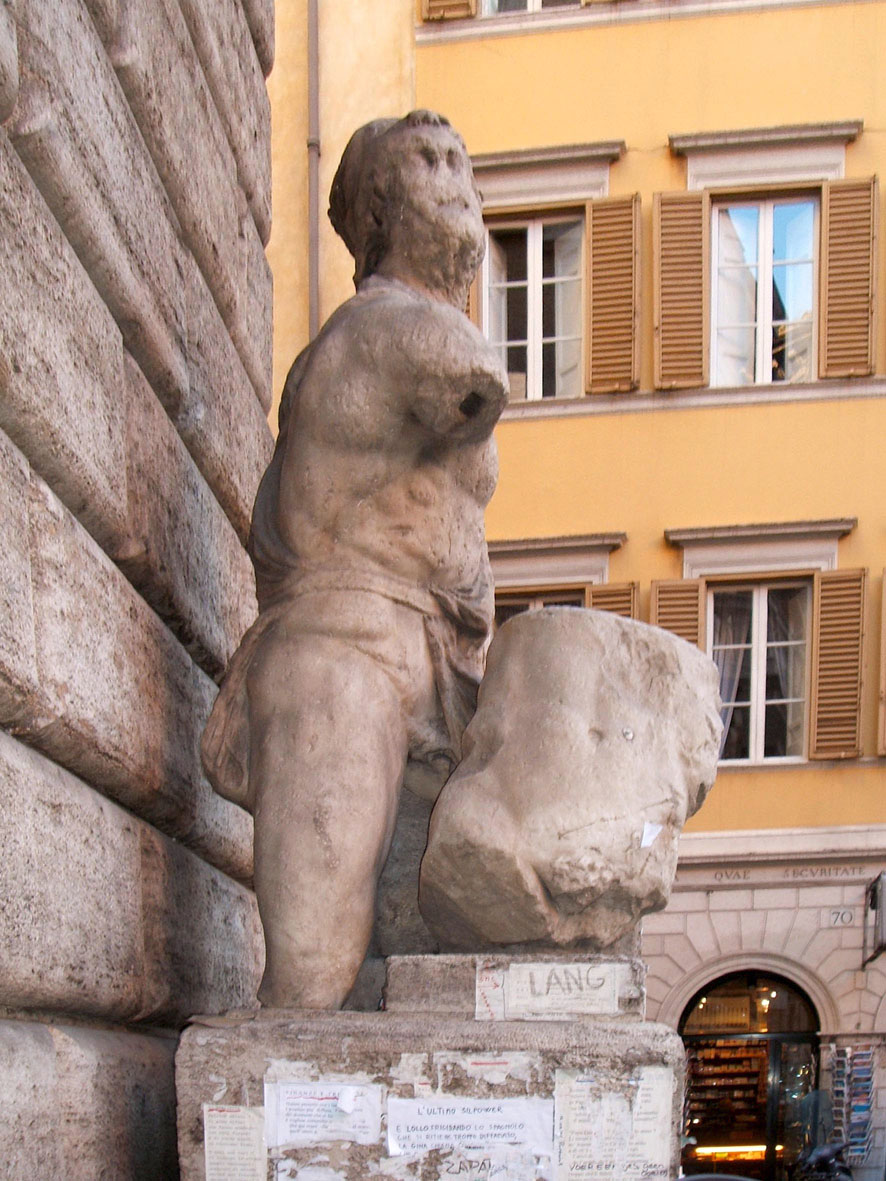